# マクロスΔ外伝 マクロスE
『マクロスΔ外伝 マクロスE』（マクロスデルタがいでん マクロスエクストラ）は、一文字蛍による日本の漫画作品。テレビアニメ『マクロスΔ』の外伝作品である。
講談社の漫画雑誌『マガジンSPECIAL』2016年6号より、2017年2号（最終号）まで全9話が連載された。

## 概要
「マクロスシリーズ」のうち、2008年放送のテレビアニメ『マクロスF』と2016年放送の『マクロスΔ』の物語をつなぐ公式外伝作品。作中時間軸では『マクロスF』（2059年）の3年後、『マクロスΔ』（2067年）の5年前にあたる2062年に位置する。『マクロスΔ』とは舞台や登場人物が異なっているが、アニメ本編で活躍する「ワルキューレ」のデビューに先んじ、「ヴァールシンドローム」を鎮静化する戦術音楽ユニットの実験が始められたころの出来事が描かれている。
人物関係では、「アイドルオタク」のパイロットが意中の女性アイドルとコンビを組み、彼女の父親であるマッドサイエンティストと対峙するという三角関係の構図となっている。戦闘シーンでは可変戦闘機（バルキリー）のバトロイドやマクロス艦の強攻型といった人型形態をメインに、近接格闘戦を描いているのが特徴である。
なお、掲載誌である『マガジンSPECIAL』最終号にて本作も完結しているが、休刊決定による打ち切りという事情ではなく、もともと単行本2巻分を想定した企画だったという。本来は全10話構成で、残り1話はサブキャラクターのシノブ・バンバーの主役回が予定されていた。

## あらすじ
西暦2059年のバジュラ戦役終結後、銀河系各地で生物が突然凶暴化する謎の「ヴァールシンドローム」が発生し、移民惑星ピプレでも巨大な鰻蟲（ウナムシ）が暴走する事態となる。研究の結果、特殊な歌声の持ち主には、ヴァールを鎮静化する能力があると期待される。星間企業体ケイオスは3人組の女性アイドルグループ「スローンズ」を候補に選び、歌の力の実証実験「プロジェクト・スローンズ」を始動する。ケイオス・ピプレ支部のバルキリー部隊「エコー小隊」がスローンズを護衛することになり、新米パイロットの金城カイトは熱烈に応援するピリカ・ポリワノフの担当を命じられて有頂天になるが、不愛想な彼女の内面にある悲しみや情熱を知り、ピリカを護る男へ「可変（かわ）る」ために奮起する。
ヴァール鎮圧実験が進むなか、暴走した鰻蟲が人間の生活圏へ誘導されていることが判明する。その陰謀を操る科学者イワン・ツァーリは、カイトの信頼するスローンズファン仲間だったうえ、野望のために家族を捨てたピリカの実父だった。カイトはイワンの組織に加わるよう勧誘されるが、ピリカの境遇を思い、イワンと対峙することを決意する。
イワンはプロジェクト・スローンズを分析した結果、己の歌声にヴァールを活性化する力があることを知る。イワン一味は超時空要塞「マクロス・エクストラ（マクロスE）」を乗っ取り、鰻蟲の群を率いてピプレの首都を襲撃し、この星の君主にならんと宣言する。カイトとピリカは因縁に決着をつけるため、バルキリーに乗ってマクロスEに突入する。イワンは幼き日の娘に対する歪んだ愛情にもとづくこれまでの行いの動機を明かし、カイトに艦内市街地での決闘を挑む。激闘の果てにカイトはイワンの背後にあるエンジンブロックを爆破することで勝利し、ピリカの歌を聞かせてイワンの心に愛を取り戻させる。しかし、イワンはその動機に失望した部下の銃弾に倒れ、カイトはピリカとともに墜落するマクロスEからの生還を果たす。

## 設定
本作の舞台となる惑星ピプレは、2062年に入植15周年を迎える移民惑星。太陽に対して自転と公転が同期しており、星の片面が常に照らされている。そのため、地域は灼熱の砂漠地帯である熱極、人類の生活領域である温暖地帯、先住生物「鰻蟲（ウナムシ）」の活動領域である寒冷地帯の3つに分かれている。3つの衛星が影を作ることで、擬似的な夜がもたらされる。鰻蟲の大半は鰻蟲目に属しており、そのうち多くの種は巨大な身体を持ち、太陽の光が当たらない寒冷地帯にのみ棲息する。本来はヴァールに感染した場合、凶暴化しても生存領域を越えることはなかったが、イワンらが仕掛けた誘導音波によって人類の生活圏まで暴走する事態となる。比較的小型で、温暖な地域でも生存できる「コウテイグソクムシ」はペットとして、また食料として人々に珍重され、「グソクン」の呼称で親しまれている。マクロス移民祭では「グソクンすくい」の屋台も出店される。
惑星上には星間複合企業体ケイオスが設けた軍事サービス拠点のひとつ、ケイオス・ピプレ支部が存在し、ピプレ自治政府との契約で惑星の警備任務にあたっている。宇宙移民時代の慢性的な人手不足により、カイトのように素行に問題があっても技量が見込まれる者であれば採用している。支部所属の可変戦闘機部隊として、エコー (E) 小隊、フォックス (F) 小隊、ゴルフ (G) 小隊が登場する。
ケイオスはヴァールへの対抗手段として、インディーズのアイドルグループ「スローンズ」の歌声に含まれるフォールド波成分が、ヴァール化した鰻蟲の鎮静化に効果的かを実地検証する、「プロジェクト・スローンズ」を始動させる。歌の力を機動的に運用するために開発された装備を活用し、最大限の効果を発揮させるために歌をライブで直接聞かせる。スローンズのメンバーには多大な危険が伴うため、ケイオス・ピプレ支部の可変戦闘機部隊が直接警護任務にあたる。
一方、巨大財閥イプシロン財団傘下の民間企業、ゼルガル重工を隠れ蓑としているイワンを主任とする研究チームは、「フォールド因子受容体（フォールドレセプター）」を保有する者の歌声に「生体フォールド波」と呼ばれる特殊な波動が含まれており、生体内に共生する「フォールド細菌」に干渉し、ヴァール症候群の活性化・鎮静化に作用するものと考えられると結論づける。『マクロスΔ』（2067年）の時点に比べると、本作（2062年）ではまだ解明の初期段階であるが、ブラウのエピソード（第6話）では歌い手の精神状態により正・負の効果が反転する様子が描かれている。

## 登場人物

### 主要キャラクター
金城 カイト（きんじょう カイト）
本作の主人公。ケイオス・ピプレ支部、エコー小隊に所属するパイロット。コールサインは「エコー3」。
入隊時の資質評価ではS評価を取るほどのポテンシャルを持っており、天才を自称する。しかし、就職活動に失敗してケイオスに入社したことから勤労意欲が低く、遅刻・欠勤の常習犯。プライベートでは重度の「アイドルオタク（ドルオタ）」として、スローンズのピリカの追っかけに熱を上げていた。当初はピリカに好かれようと虚勢を張るが、「プロジェクト・スローンズ」で行動をともにして関係を深めるなかで、徐々に人間的に成長していく。
ピリカ・ポリワノフ
本作の歌姫。インディーズ・アイドルグループ「スローンズ」のメンバーのひとり。楽器演奏の際はギターを担当する。「プロジェクト・スローンズ」ではカイトの機体に同乗し、身の危険が迫る状況でも大胆な行動をとる。
ステージ上でのアイドルの顔とは違い、ステージを降りると「塩対応」といわれるほど無愛想になる。幼いころ、自分と母親を捨てて失踪した父イワンを恨んでおり、自分の存在を認めさせるため、歌を銀河中に広めたいと思っている。一方で肉親に対する未練ものぞかせる。
2045年3月7日午前2時1分生まれ。スリーサイズは85/60/87。ピーナッツアレルギーがある。コウテイグソクムシの「グソくん」をペットとして可愛がっている。イメージカラーのピンクにちなんで、ピリカのファンたちは「ピンキー」と呼ばれる。

### ケイオス・ピプレ支部関係者
ゾフィーティア・エルロ
エコー小隊の女性隊長。通称「ゾフィー」。階級は大尉。コールサインは「エコー1」。勤務態度が悪い新入社員のカイトには教育係としてきつく当たることが多いが、彼のパイロットとしての資質を評価している。
鷲崎（ワシザキ）
エコー小隊隊員。コールサインは「エコー2」。カイトにとって年下の先輩。生真面目な青年だが、ハッカーとして捕まり少年強化院に収監されていた過去がある。
ジョナ・ゴールド
フォックス小隊隊長。ゾフィーからは「ジョナさん」と呼ばれる。コールサインは「フォックス1」。
エルマ
「銀河クジラの回遊と生涯」などの論文を発表している生物学者。ゾラ人の女性。先住生物のヴァール化現象を分析し、ケイオス・ピプレ支部に協力している。OVA『マクロス ダイナマイト7』に登場した当時（16年前）は歌手志望の少女だった。

### スローンズ
ブラウ・ブルーム
スローンズのメンバーのひとり。楽器演奏の際はドラムを担当する。
感情をストレートに表すムードメーカーだが、戦場で歌うことには恐怖を感じている。また、アイドルの理想とのギャップに悩み、歌声から負の生体フォールド波を発し、鰻蟲のヴァール化を活発化させる。しかし、仲間やファンとの絆を再認識することで、スランプを克服する。
シノブ・バンバー（番場 忍）
スローンズのメンバーのひとり。楽器演奏の際はキーボードを担当する。
忍者の血を引く黒髪の女性で、セクシーなボディの持ち主。

### ゼルガル重工
イワン・ツァーリ
仮面を被った科学者。部下には「主任」と呼ばれる。生物とのコミュニケーション方法を研究していたが、やがて音波で操る生物兵器の研究に傾倒した結果、歌の力でヴァール化させた生物を操り支配者となる野望を抱く。
その正体はピリカの父、イワン・ポリワノフ。かつては家族思いの優しい父親だったが、幼いピリカから聞いた「願い」を実現するために妻子を捨てている。アイドルファンに扮して陰ながらピリカの活動を観察し、ライブ会場で知り合ったカイトと互いの素性を知らないまま意気投合する。
スローンズのメンバーと同じく、生体フォールド波を発生する歌声の持ち主。好きな歌唱曲は「ピプレの波止場」。
キロコ
イワンとともにヴァールの誘導コントロールの実験・研究を行っているチームのひとり。イワンに心酔し、彼を君主にするため協力している。
ユリヤ
イワンとともにヴァールの誘導コントロールの実験・研究を行っているチームのひとり。一流のピアニスト・歌手でもあるが、その歌からは生体フォールド波が感知されない。

### その他の人物
ラムラ・サイード
星間大企業イプシロン財団の大物の息子で、グリーゼ星系の担当者。ヴァールをコントロールするデータを入手するため、イワンの研究チームを秘密裏に支援する。ピプレ自治政府に対しても影響力を持ち、隠蔽工作を行う。
ホツキ
カイトの「アイドルオタク」友達。

## 登場メカ
VF-171EX ナイトメアプラスEX
ケイオス・ピプレ支部に配備されている可変戦闘機。この時代における標準的な機体で、操縦系統がEX-ギアシステムにアップデートされている。
スローンズのメンバーを護衛するエコー小隊の機体は、レドームにフォールドアンプを内蔵した「ライブドーム」を背負っている。ヴァール鎮静化実験の際には、メンバーがコクピット後席からライブドームの上に乗り移り、パフォーマンスを行う。カイトの機体はサーモンピンク色に塗装されており、破損した頭部はありあわせのもので修復している。
VF-27 ルシファー
イワンが搭乗する漆黒の可変戦闘機。身体をインプラント（サイボーグ）化したイワンの操縦により、カイトらのVF-171EXを相手に圧倒的な性能差を見せつける。
ウィンドバルキリー
エルマが搭乗する緑色の可変戦闘機。エルマが「ししょー」と慕う熱気バサラが使用したVF-19改 ファイアーバルキリーの、レプリカモデルである。巨大な鰻蟲の群れにスピーカーポッドを撃ち込み、ヴァール鎮静化作戦を支援する。
マクロス・エクストラ
宇宙移民計画初期、SDF-1 マクロスをコピーして建造されたSDFN級マクロス艦の1隻。当時の超長距離移民船団旗艦の1隻でもあり、現在では惑星ピプレの首都に強攻型の姿で鎮座している。背部に巨大な通信アンテナを背負っている。
旗艦としての役割を終えて廃艦処分となっていたが、イプシロン財団がピプレ自治政府から買い取り、イワンの手に渡る。イワンは「超時空要塞マクロス・エクストラ」と呼び、システムを再起動して再浮上させる。

## 書誌情報
講談社KCデラックスレーベルより出版。
1. 2016年9月9日発売、ISBN 978-4-06-393063-4
2. 2017年3月9日発売、ISBN 978-4-06-393160-0